# Pauline Bush
Pauline Elvira Bush (Lincoln, Nebraska, 22 de mayo de 1886-San Diego, California, 1 de noviembre de 1969) fue una actriz teatral y cinematográfica estadounidense, activa en la época del cine mudo.

## Biografía
Apodada The Madonna of the Movies, a lo largo de su carrera rodó alrededor de 250 películas. Debutó en la pantalla en 1910 actuando para los estudios Essanay, pasando después a American Film Manufacturing Company, en la cual tuvo como compañero a Lon Chaney en una serie de películas dirigidas por Joseph De Grasse. 
Se retiró del cine en 1917, aunque volvió para hacer un pequeño papel en el filme de 1924 The Enemy Sex, dirigido por James Cruze.
En 1915 se casó con el director Allan Dwan, con el cual había empezado a trabajar en 1911. La pareja se divorció en 1921. 
Falleció a causa de un neumonía a los 83 años de edad. La actriz donó su cuerpo a la Escuela de Medicina de la Universidad de California en San Diego.

## Filmografía completa

### 1910
- The Hand of Uncle Sam, de Tom Ricketts

### 1911
| - Strategy, de Allan Dwan - The Boss of Lucky Ranch, de Allan Dwan - A California Love Story, de Allan Dwan - The Opium Smuggler, de Allan Dwan - The Sheriff's Captive, de Allan Dwan - A Cowboy's Sacrifice, de Allan Dwan - Branding a Bad Man, de Allan Dwan - A Western Dream, de Allan Dwan - A Trooper's Heart, de Allan Dwan - A Daughter of Liberty, de Allan Dwan - The Ranch Tenor, de Allan Dwan - Rattlesnakes and Gunpowder, de Allan Dwan - The Sheepman's Daughter, de Allan Dwan - The Sage-Brush Phrenologist, de Allan Dwan - The Elopement on Double L Ranch, de Allan Dwan - $5000 Reward, Dead or Alive, de Allan Dwan - The Witch of the Range, de Allan Dwan - The Cowboy's Ruse, de Allan Dwan - Law and Order on Bar L Ranch, de Allan Dwan - The Yiddisher Cowboy, de Allan Dwan - The Broncho Buster's Bride, de Allan Dwan - The Hermit's Gold, de Allan Dwan - The Sky Pilot's Intemperance, de Allan Dwan - A Western Waif, de Allan Dwan - The Call of the Open Range, de Allan Dwan - The Schoolm'am of Snake, de Allan Dwan - The Ranch Chicken, de Allan Dwan - The Outlaw's Trail, de Allan Dwan - The Ranchman's Nerve, de Allan Dwan - The Cowboy's Deliverance, de Allan Dwan | - The Cattle Thief's Brand, de Allan Dwan - The Parting of the Trails, de Allan Dwan - Cattle, Gold and Oil, de Allan Dwan - The Ranch Girl, de Allan Dwan - The Poisoned Flume, de Allan Dwan - The Brand of Fear, de Allan Dwan - The Blotted Brand, de Allan Dwan - Auntie and the Cowboys, de Allan Dwan - The Cowboy and the Artist, de Allan Dwan - Three Million Dollars, de Allan Dwan - The Mother of the Ranch, de Allan Dwan - The Gun Man, de Allan Dwan - The Claim Jumper, de Allan Dwan - The Circular Fence, de Allan Dwan - The Rustler Sheriff, de Allan Dwan - The Love of the West, de Allan Dwan - The Land Thieves, de Allan Dwan - The Cowboy and the Outlaw, de Allan Dwan - Three Daughters of the West, de Allan Dwan - The Lonely Range, de Allan Dwan - The Horse Thief's Bigamy, de Allan Dwan - The Trail of the Eucalyptus, de Allan Dwan - The Stronger Man, de Allan Dwan - The Water War, de Allan Dwan - The Three Shell Game, de Allan Dwan - The Mexican, de Allan Dwan - The Eastern Cowboy, de Allan Dwan - The Way of the West, de Allan Dwan - The Test, de Allan Dwan - Jolly Bill of the Rocking R, de Allan Dwan - The Sheriff's Sisters, de Allan Dwan - The Angel of Paradise Ranch, de Allan Dwan - The Smoke of the .45, de Allan Dwan - The Last Notch, de Allan Dwan |

### 1912
| - The Relentless Outlaw, de Allan Dwan - Justice of the Sage, de Allan Dwan - Objections Overruled, de Allan Dwan - The Mormon, de Allan Dwan - Love and Lemons, de Allan Dwan - The Real Estate Fraud, de Allan Dwan - Where Broadway Meets the Mountains, de Allan Dwan - An Innocent Grafter, de Allan Dwan) - Society and Chaps, de Allan Dwan - The Land Baron of San Tee, de Allan Dwan - From the Four Hundred to the Herd, de Allan Dwan - After School, de Allan Dwan - A Bad Investment, de Allan Dwan - The Tramp's Gratitude, de Allan Dwan - Fidelity, de Allan Dwan - The Maid and the Man, de Allan Dwan - The Agitator, de Allan Dwan - The Ranchman's Marathon, de Allan Dwan - The Coward, de Allan Dwan - The Distant Relative, de Allan Dwan - The Range Detective, de Allan Dwan - Driftwood, de Allan Dwan - The Eastern Girl, de Allan Dwan - The Pensioners, de Allan Dwan - The End of the Feud, de Allan Dwan - The Other Wise Man, de Allan Dwan - The Haters, de Allan Dwan - The Thread of Life, de Allan Dwan - The Reward of Valor, de Allan Dwan - The Brand, de Allan Dwan - Cupid Through Padlocks, de Allan Dwan - For the Good of Her Men, de Allan Dwan - The Weaker Brother, de Allan Dwan - The Marauders, de Allan Dwan - Under False Pretenses, de Allan Dwan - The Vanishing Race, de Allan Dwan - The Tell-Tale Shells, de Allan Dwan - The Canyon Dweller, de Allan Dwan - It Pays to Wait, de Allan Dwan | - A Life for a Kiss, de Allan Dwan - The Meddlers, de Allan Dwan - The Girl and the Gun, de Allan Dwan - The Bad Man and the Ranger, de Allan Dwan - The Outlaw Colony, de Allan Dwan - The Land of Death, de Allan Dwan - The Jealous Rage, de Allan Dwan - The Will of James Waldron, de Allan Dwan - The Greaser and the Weakling, de Allan Dwan - The Marked Gun, de Allan Dwan - The Stranger at Coyote, de Allan Dwan - The Dawn of Passion, de Allan Dwan - The Vengeance That Failed, de Allan Dwan - Geronimo's Last Raid, de Allan Dwan - The Foreclosure, de Allan Dwan - Their Hero Son, de Allan Dwan - Father's Favorite, de Allan Dwan - The Reformation of Sierra Smith, de Allan Dwan - The Promise, de Allan Dwan - The New Cowpuncher, de Allan Dwan - The Best Man Wins, de Allan Dwan - The Wooers of Mountain Kate, de Allan Dwan - The Wanderer, de Allan Dwan - Maiden and Men, de Allan Dwan - God's Unfortunates, de Allan Dwan - The Intrusion at Lompoc, de Allan Dwan - The Thief's Wife, de Allan Dwan - The Would-Be Heir, de Allan Dwan - An Idyl of Hawaii - Jack's Word, de Allan Dwan - Pals, de Allan Dwan - The Animal Within, de Allan Dwan - Nell of the Pampas, de Allan Dwan - The Heart of a Soldier, de Allan Dwan - The Power of Love, de Allan Dwan - The Recognition, de Allan Dwan - The Girl of the Manor, de Allan Dwan - Loneliness of Neglect, de Allan Dwan |

### 1913
| - The Fraud That Failed, de Allan Dwan - Another Man's Wife - Their Masterpiece, de Allan Dwan - The Silver-Plated Gun, de Allan Dwan - Women Left Alone, de Allan Dwan - The Cowboy Heir - Love Is Blind, de Allan Dwan - High and Low, de Allan Dwan - Jocular Winds, de Allan Dwan - An Eastern Flower, de Allan Dwan - The Ways of Fate, de Wallace Reid - Human Kindness, de Allan Dwan - Angel of the Canyons - The Wishing Seat - The Spirit of the Flag, de Allan Dwan - Reward of Courage, de Allan Dwan y Albert W. Hale - In Love and War, de Allan Dwan y Thomas H. Ince - Unwritten Law of the West, de Gilbert P. Hamilton - Women and War, de Allan Dwan - Calamity Anne Takes a Trip, de Albert W. Hale - A Tale of Death Valley, de Gilbert P. Hamilton - The Powder Flash of Death, de Allan Dwan | - The Picket Guard, de Allan Dwan - Mental Suicide, de Allan Dwan - Man's Duty, de Allan Dwan - The Mystery of Tusa, de Albert W. Hale - The Animal, de Allan Dwan - The Harvest of Flame, de Wallace Reid y Marshall Neilan - The Mystery of Yellow Aster Mine, de Frank Borzage - The Gratitude of Wanda, de Wallace Reid - Travelers of the Road, de Allan Dwan - The Wall of Money, de Allan Dwan - The Trap, de Edwin August - The Echo of a Song - Criminals - When Death United - The Restless Spirit, de Allan Dwan - Jewels of Sacrifice, de Allan Dwan - Forgotten Women - Back to Life, de Allan Dwan - Red Margaret, Moonshiner, de Allan Dwan - Bloodhounds of the North, de Allan Dwan |

### 1914
| - The Lie, de Allan Dwan - The Honor of the Mounted, de Allan Dwan - Remember Mary Magdalen, de Allan Dwan - Discord and Harmony, de Allan Dwan - The Menace to Carlotta, de Allan Dwan - The Embezzler, de Allan Dwan - The Lamb, the Woman, the Wolf, de Allan Dwan - The End of the Feud, de Allan Dwan - The Tragedy of Whispering Creek, de Allan Dwan - The Unlawful Trade, de Allan Dwan - The Forbidden Room, de Allan Dwan - The Hopes of Blind Alley, de Allan Dwan | - The Oubliette, de Charles Giblyn - Her Bounty, de Joseph De Grasse - The Higher Law, de Charles Giblyn - Richelieu, de Allan Dwan - The Pipes o' Pan, de Joseph De Grasse - Virtue Is Its Own Reward, de Joseph De Grasse - Her Life's Story, de Joseph De Grasse - Lights and Shadows, de Joseph De Grasse - The Lion, the Lamb, the Man, de Joseph De Grasse - A Night of Thrills, de Joseph De Grasse - Her Escape, de Joseph De Grasse |

### 1915
| - The Sin of Olga Brandt, de Joseph De Grasse - The Star of the Sea, de Joseph De Grasse - A Small Town Girl, de Allan Dwan - The Measure of a Man, de Joseph De Grasse - The Threads of Fate, de Joseph De Grasse - When the Gods Played a Badger Game, de Joseph De Grasse - Such Is Life, de Joseph De Grasse - Where the Forest Ends, de Joseph De Grasse - Outside the Gates, de Joseph De Grasse - All for Peggy, de Joseph De Grasse - The Desert Breed, de Joseph De Grasse - Maid of the Mist, de Joseph De Grasse - A Man and His Money, de Joseph De Grasse | - The Grind, de Joseph De Grasse - The Girl of the Night, de Joseph De Grasse - Unlike Other Girls, de Joseph De Grasse - An Idyll of the Hills, de Joseph De Grasse - The Stronger Mind, de Joseph De Grasse - When Love Is Love, de Henry MacRae - The Heart of Cerise, de Joseph De Grasse - The Struggle, de Joseph De Grasse - A Mountain Melody, de Joseph De Grasse - Simple Polly, de Joseph De Grasse - Steady Company, de Joseph De Grasse - Betty's Bondage, de Joseph De Grasse - Payment Received, de Jacques Jaccard |

### 1916
| - Accusing Evidence, de Allan Dwan | - The Wall of Flame |

### 1917
| - Double Revenge, de Allan Dwan - Nature's Calling, de Allan Dwan - The Old Sheriff, de Allan Dwan | - The Man Who Saved the Day, de Wallace Reid - Mouth-Organ Jack, de Allan Dwan - The Mask of Love, de Joseph De Grasse |

### 1924
- The Enemy Sex, de James Cruze

### Documental
- The Great Universal Mystery, de Allan Dwan